# Olivier Beaud
Olivier Beaud (29 de noviembre de 1958 (66 años), es un jurista y profesor universitario francés, especializado en Derecho constitucional y teoría general del Estado. Actualmente enseña Derecho público en la Universidad de París II Panthéon-Assas. Beaud es autor de numerosas obras especializadas en la teoría del Derecho así como de un buen número de artículos relacionados con la teoría general del Estado, el pensamiento jurídico y el Derecho constitucional.
Su formación académica comenzó en la Universidad de Rennes, donde desempeñó el cargo de asistente de 1984 a 1989. Obtuvo el título de doctor en enero de 1989, con una tesis dedicada a la soberanía estatal y dirigida por el profesor Stéphane Rials.
Entre los años 1989-1990 ejerció como maestro de conferencias en la Universidad de París XII Vald de Marne, y a partir de ese año, se dedicó a la enseñanza en la Université Lille Nord de France, hasta 1998, cuando se trasladó a la Universidad de París II. Ha sido miembro del Jurado Nacional de Agregación los años 1995 y 1996, y desde diciembre de 2006 preside el Instituto Michel-Villey de la cultura jurídica y filosofía del Derecho.